# Monika Hojnisz-Staręga
Monika Hojnisz-Staręga (nacida como Monika Hojnisz, Chorzów, 27 de agosto de 1991) es una deportista polaca que compite en biatlón.
Ganó una medalla de bronce en el Campeonato Mundial de Biatlón de 2013 y cuatro medallas en el Campeonato Europeo de Biatlón, en los años 2013 y 2021. Participó en dos Juegos Olímpicos de Invierno, ocupando el quinto lugar en Sochi 2014 (salida en grupo) y el sexto en Pyeongchang 2018 (individual).

## Palmarés internacional
| Campeonato Mundial | Campeonato Mundial           | Campeonato Mundial | Campeonato Mundial |
| Año                | Lugar                        | Medalla            | Prueba             |
| ------------------ | ---------------------------- | ------------------ | ------------------ |
| 2013               | Nové Město (República Checa) | Medalla de bronce  | Salida en grupo    |
| Campeonato Europeo |                              |                    |                    |
| Año                | Lugar                        | Medalla            | Prueba             |
| 2013               | Bansko (Bulgaria)            | Medalla de oro     | Persecución        |
| 2013               | Bansko (Bulgaria)            | Medalla de bronce  | Velocidad          |
| 2013               | Bansko (Bulgaria)            | Medalla de bronce  | Individual         |
| 2021               | Duszniki-Zdrój (Polonia)     | Medalla de oro     | Individual         |